# (25315) 1999 AZ8
(25315) 1999 AZ8 là một tiểu hành tinh vành đai chính. Nó được phát hiện qua chương trình tiểu hành tinh Beijing Schmidt CCD ở trạm Xinglong ở tỉnh Hồ Bắc, Trung Quốc ngày 9 tháng 1 năm 1999.